# 오도리에비
오도리에비(踊り海老/躍り海老, "춤추는 새우")는 일본의 별미 스시이자 생선회의 한 형태이다. 이 스시에는 아직 살아 있는 새끼 새우가 들어 있어, 먹으면서도 다리와 더듬이가 움직일 수 있다. 이 요리는 새우를 살려두기 위해 신속하게 준비되며, 먹을 때 새우를 술에 담그어 새우를 취하게 한 다음 특제 소스에 담그고 마지막으로 재빨리 씹어 죽인다.
새우는 통째로 제공되거나 머리를 제거한 채로 껍질을 벗긴 채로 제공될 수 있다. 머리와 껍질은 때때로 빠르게 튀겨져 옆에 제공된다.
조리되지 않은 조개류를 섭취하는 것은 폐흡충증의 위험으로 인해 건강에 심각한 위험을 초래할 수 있다.

## 같이 보기
- 이키즈쿠리
- 산낙지
- 쭈이샤